# Anton Wilhelm Stephan Arndts
Anton Wilhelm Stephan Arndts (* 23. Oktober 1765 in Arnsberg; † 27. April 1830 ebenda) war Professor für Mineralogie in Bonn.

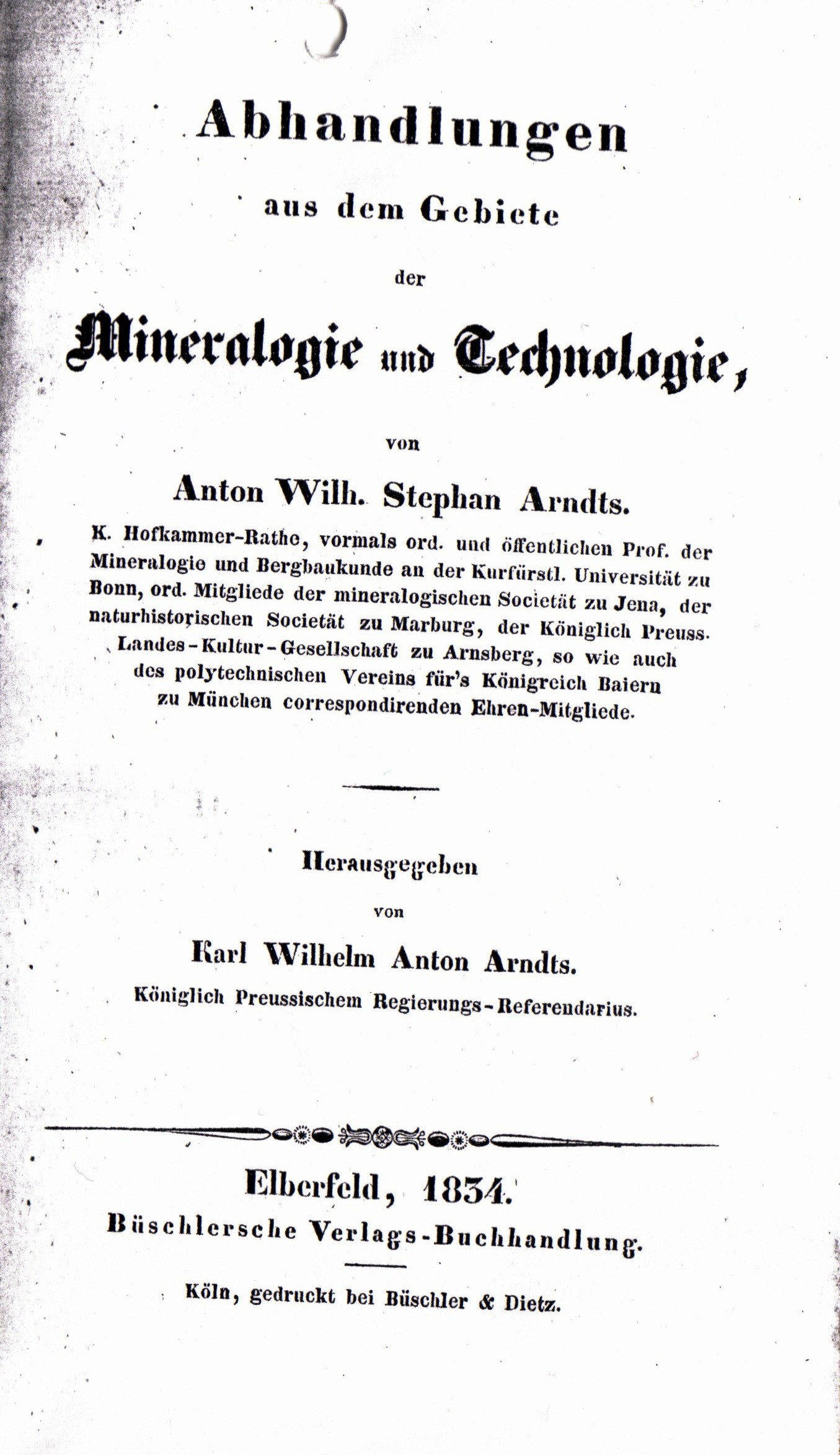
Abhandlungen aus dem Gebiete der Mineralogie und Technologie

## Leben
Anton Wilhelm war ein Halbbruder des Juristen Engelbert Arndts. Er studierte zunächst Staatswissenschaften in Bonn und Göttingen. Anschließend widmete er sich in Clausthal der praktischen Berg- und Hüttenkunde. Später war Arndts Hofkammerreferendar im Kölner Kurstaat und von 1786 bis 1794 Professor für Mineralogie und Bergbau an der alten Universität in Bonn. Ab 1790 war er Hofkammerrat. Dieselbe Funktion behielt er auch nach der Flucht der kurfürstlichen Regierung infolge der französischen Besetzung 1793 nach Brilon. Als Mitglied einer Gewerkenfamilie engagierte er sich unternehmerisch insbesondere im Bergbau bei Endorf und sorgte für eine Modernisierung der Anlagen. Nach dem Ende des Kurstaates und dem Übergang des Herzogtums Westfalen an das Großherzogtum Hessen-Darmstadt 1804 behielt er seinen Status als hoher Beamter in der Bergbauverwaltung, hatte jetzt aber seinen Dienstsitz bei der hessischen Regierung in Arnsberg. Wie schon in kurkölnischer Zeit trat er für eine Reform des Bergamts des Herzogtums Westfalen ein. Wegen schwerer körperlicher Leiden ging er 1816 in den Ruhestand und lebte seither als Privatgelehrter. Arndts war Verfasser verschiedener Schriften zur Mineralogie, Bergbau und Hüttenwesen. Eine Sammlung seiner Aufsätze gab posthum sein Sohn, der Nationalökonom Karl Wilhelm Anton Arndts, heraus.
Seit 1814 war Arndts Mitglied der Sozietät für die gesamte Mineralogie in Jena. Außerdem war er Mitglied der naturhistorischen Societät zu Magdeburg, der Landeskulturgesellschaft in Arnsberg und korrespondierendes Mitglied des polytechnischen Vereins für Bayern.
Begraben ist er auf dem Eichholzfriedhof in Arnsberg.

## Werke
- Abhandlungen aus dem Gebiete der Mineralogie und Technologie / Hrsg. von Karl Wilhelm Anton Arndts. Elberfeld: Büchler, 1834
Rezension in: Repertorium der gesammten deutschen Literatur / herausgegeben im Vereine mit mehreren Gelehrten von E. G. Gersdorf. Band 1, Leipzig: Brockhaus, 1834, S. 373 f. (Digitalisat in der Google-Buchsuche)
- Ueber verschiedene Gegenstände der Oelbereitung, mit besonderer Hinsicht auf das im Hertzogthum Westphalen übliche Verfahren. Arnsberg, 1827 Digitalisat